# Tarkett
Tarkett, tidigare Tarkett Sommer, är ett franskt företag som tillverkar golv, med huvudkontor i affärsdistriktet La Défense utanför Paris i Frankrike. Antalet anställda i världen uppgår till cirka 13 000 personer fördelade på 34 fabriker och med försäljning i mer än 100 länder. Varje dag säljs det ungefär 1,3 miljoner kvadratmeter Tarkett-golv.
I Sverige har företaget två stora produktionsanläggningar i Hanaskog och Ronneby med cirka 700 anställda. Fabriken i Hanaskog är en av världens största för tillverkning av trägolv medan anläggningarna i Ronneby främst inriktar sig på plastgolv, distribution samt design.

## Historik
Föregångaren till Tarkett AB grundades 1886 i Malmö under namnet AB Malmö Snickerifabrik, och tillverkar då byggnadssnickerier. Produktion av stavparkett inleds 1889. 1914 byts namnet till Limhamns Snickerifabrik AB. Produktnamnet Tarkett införs 1947 som benämning på den första plastplattan i företagets sortiment. På 1950-talet byggs en ny fabrik i Ronneby, och 1958 börjar färdiglackerade parkettbrädor säljas.
År 1966 köptes 50% av företaget av ett dotterbolag till AB Custos, och 1967 fick företaget namnet Tarkett AB. År 1970 köpte Svenska Tändsticks AB (senare Swedish Match) samtliga aktier i Tarkett AB. Stora köpte 1988 Swedish Match, varvid kopplingen mellan detta företag och Tarkett upplöstes. År 1993 såldes Tarkett till en grupp internationella investerare bestående av CWB Capital Partners Ltd London och Goldman, Sachs & Co.
Det nuvarande företaget skapades 1997 under namnet Tarkett Sommer genom en sammanslagning av det svenska företaget Tarkett AB (grundat 1886 och med parkettgolv som främsta produkt) med det franska företaget Sommer-Allibert. Sommer Allibert hade skapats 1972 genom en sammanslagning av Sommer (grundat 1880) med Allibert (grundat 1913).
År 2003 avkortades namnet från Tarkett Sommer till Tarkett.

## Produkter
Tarkett marknadsför idag golv- och väggprodukter för såväl hemmiljö som design- och funktionslösningar för offentlig miljö. Produktportföljen består av plastgolv, golv & vägg för våtutrymmen, väggmattor, trägolv/parkettgolv, designgolv, vinylgolv, linoleumgolv, textilgolv, laminatgolv och sportgolv.
Varumärken som ingår i Tarkett-koncernen är, förutom just Tarkett även Johnsonite, Tandus Centiva, Desso, Pegulan, Sommer, Febolit, Sintelon och Lexmark som alla förvärvats under åren.
Dessutom är varumärket FieldTurf den världsledande aktören på marknaden när det kommer till konstgräs inom sport med över 20 000 installerade mattor. Man är en del av FIFA Preferred Producer Program där man levererat mattor till bland andra Ajax Amsterdam, FC Barcelona, FC Sevilla, Borussia Dortmund, 1860 München, Olympique Lyonnais, Olympique de Marseille, Tottenham Hotspurs, Everton och West Ham United.